# Dannhauser
Dannhauser es un municipio local sudafricano situado en el distrito de Amajuba, en la provincia de KwaZulu-Natal.

## Superficie
Dannhauser tiene una superficie de 1707 km².

## Demografía
En 2022, tenía 142 750 habitantes, una densidad poblacional de 83,61 hab./km², y 25 479 viviendas.